# Plagiocampidae
Famille
Les Plagiocampidae sont une famille de Ciliés de la classe des Prostomatea et de l’ordre des Prostomatida.

## Étymologie
Le nom de la famille vient du genre type Plagiocampa, dérivé du grec  πλάγιος / plágios, « oblique ; de travers », et de καμπυλ / kampyl, « recourbé ».

## Description
Les Plagiocampidae ont une taille petite  (< 80 µm). Leur forme est ovoïde. Ils vivent en nage libre. Leur ciliation somatique est holotriche (c’est-à-dire homogène). Leurs cils caudaux ont un aspect ordinaire. Leurs extrusomes oraux sont des toxicystes. Leur brosse , composée de trois unités, se situe sur la partie postérieure droite de la zone orale, à l'opposé des dicinéties oraux. Leur région orale est subapicale avec présence de dikinéties oraux sur la partie dorsale droite, en demi-cercle, accompagnées de « palpes » ou de languettes extensibles dans lesquels résident les toxicystes. La forme de leur macronoyau varie de globulaire à ellipsoïde. Leur micronoyau peut être très petit. Au moins une vacuole contractile est présente. Le cytoprocte n’a été observé. Ils se nourrissant de bactéries, de dinoflagellés, de microalgues et d'autres ciliés.

## Habitat
Les Plagiocampidae  vivent en milieu marin, en eau douce, et même en milieu terrestre.

## Liste des genres
Selon GBIF (4 septembre 2024) :
- Chilophrya Kahl, 1930
- Pantotrichum Ehrenberg, 1830
- Paraurotricha Foissner, 1983
- Plagiocampa Schewiakoff, 1893 genre type
  - Espèce type : Plagiocampa mutabilis Schewiakoff, 1893
- Plagiocampides Foissner, Agatha, & Berger, 2002

Selon Lynn (2010) :
- Chilophrya Kahl, 1930
- Paraurotricha Foissner, 1983
- Plagiocampa Schewiakoff, 1893 genre type

Incertae sedis dans la famille des Plagiocampidae :
- Plagiocampides Foissner, Agatha, & Berger, 2002

## Systématique
Le nom valide de ce taxon est Plagiocampidae Kahl, 1926.